# فلورونیوم
فلورونیوم (به انگلیسی: Fluoronium) با فرمول شیمیایی H۲F+ یک ترکیب شیمیایی است. که جرم مولی آن ۲۱٫۰۱۴۲۸ g/mol می‌باشد. 